# Senso '45
Pour plus de détails, voir Fiche technique et Distribution.
Senso '45, également connu sous son titre anglais Black Angel, est un film érotique italien réalisé par Tinto Brass, sorti en 2002.
Le film s'inspire du roman Senso (it) de Camillo Boito, que Luchino Visconti avait déjà transposée au cinéma en 1954 avec le célèbre film du même nom (qui, contrairement à celui-ci, n'avait pas de caractère érotique), avec Alida Valli et Farley Granger. Brass situe son film non pas dans la troisième guerre d'indépendance italienne en 1866 (comme dans le roman dont il est tiré), mais en 1945, pendant les derniers mois du régime fasciste. Le film alterne des séquences en couleur et d'autres en noir et blanc.

## Synopsis
En 1945, Livia Mazzoni, épouse d'un haut dirigeant du ministère de la Culture populaire, part dans la voiture de son fiancé, l'avocat Ugo Oggiano, d'Asolo pour Venise, où elle rencontrera son amant Helmut Schultz, un officier SS. Au cours du voyage, Livia retrace les aventures sexuelles qui l'ont menée jusque là, l'entraînant dans des milieux interlopes et des trafics illicites. Elle a notamment côtoyé des personnages louches évoluant dans l'ombre du régime fasciste en pleine décadence et dans un climat de fin de guerre. Mais, à son arrivée à Venise, un constat amer et tragique l'attend.

## Fiche technique
- Titre original italien : Senso '45[2]
- Titre français : Senso '45 ou Black Angel (DVD)[3]
- Réalisateur : Tinto Brass
- Scénario : Tinto Brass d'après le film Senso (1954) de Luchino Visconti et le roman Senso (it) (1883) de Camillo Boito.
- Photographie : Massimo Di Venanzo, Daniele Nannuzzi (it)
- Montage : Tinto Brass, Fiorenza Müller
- Musique : Ennio Morricone
- Décors : Ettore Guerrieri
- Costumes : Alessandro Lai (it), Alberto Moretti
- Maquillage : Joan Giacomin
- Production : Giuseppe Colombo
- Société de production : Cine 2000
- Pays de production :  Italie
- Langue originale : italien
- Format : Couleurs et noir et blanc - 1,66:1 - Son Dolby Digital - 35 mm
- Durée : 128 minutes
- Genre : Drame érotique
- Dates de sortie :
  - Italie : 12 avril 2002
  - France : 4 décembre 2012 (DVD)[3]

## Distribution
- Anna Galiena : Livia Mazzoni
- Gabriel Garko (it) : Lt. Helmut Schultz
- Antonio Salines : Carl
- Franco Branciaroli : avocat Ugo Oggiano
- Loredana Cannata : Ninetta
- Erika Savastani : Emilietta, la servante
- Simona Borioni : Elsa
- Agostino Nani Mocenigo : antiquaire

## Production
Tinto Brass a réadapté le roman source sous le titre Senso '45 en 2002, après l'avoir lu et s'être trouvé insatisfait de l'adaptation plutôt libre de Visconti. Le film met en scène Anna Galiena dans le rôle de Livia et Gabriel Garko dans celui de son amant. L'histoire du film est beaucoup plus fidèle à l'œuvre de Camillo Boito que l'adaptation précédente en termes de ton et d'histoire, mais l'action a été transportée de la troisième guerre d'indépendance italienne à la fin de la Seconde Guerre mondiale, Remigio devenant un lieutenant nazi et Livia étant devenue l'épouse d'un haut fonctionnaire fasciste. Brass a expliqué par la suite que ce changement d'époque était dû au fait qu'il ne voulait pas concurrencer la vision de Visconti de l'Italie de l'époque du Risorgimento.
Contrairement à la version de 1954, Senso '45 ne romance pas la liaison entre Livia et Remigio/Mahler (désormais appelé « Helmut Schultz » dans la nouvelle adaptation). Le film la présente plutôt comme une étude clinique de la vanité et de la luxure. Le film a remporté le Ruban d'argent du cinéma italien pour la meilleure conception de costumes.

### Attribution des rôles
Tinto Brass raconte qu'au début, Anna Galiena semblait hésiter à accepter le rôle, mais qu'elle a ensuite insisté pour l'avoir et a demandé obstinément à passer une audition. Elle se rendit donc dans le studio du metteur en scène à Isola Farnese où, afin de garantir la plus grande intimité, Brass recouvrit les panneaux de verre de la porte d'un tissu sombre. L'actrice se déshabille complètement et explique à Brass que son incertitude initiale vient du fait qu'elle a peu de poils pubiens.